# La ambiciosa
La ambiciosa é uma telenovela mexicana, produzida pela Televisa e exibida em 1960 pelo Telesistema Mexicano.

## Elenco
- Carmen Villalobos
- Gabriel Coronel
- Isabella Castillo
- Gonzalo García Vivanco
- Martín Barba
- Rocío Canseco
- Antonio Hud
- José Baviera
- José Suárez
- Ignacio Riva Palacio